# Soft skills

Mapa de conceptos de la psicología positiva sobre la silueta de una persona. La actitud positiva se considera una importante habilidad blanda.

Las habilidades blandas, competencias blandas o habilidades suaves, a veces denominadas en español directamente con el anglicismo soft skills, son una combinación de habilidades sociales, habilidades de comunicación, rasgos de la personalidad, actitudes, atributos profesionales, inteligencia social e inteligencia emocional, que facultan a las personas para moverse por su entorno, trabajar bien con otros, realizar un buen desempeño y, complementándose con las habilidades duras, conseguir sus objetivos. 
El diccionario inglés Collins define habilidades blandas como «las cualidades, deseables para ciertos trabajos e independientes del conocimiento adquirido, como el sentido común, el manejo de personas y una flexible actitud positiva».  Sin embargo, si una persona no posee alguna de estas habilidades blandas, en la mayoría de los casos le es posible entrenarse específicamente para acabar adquiriéndola. También puede aprenderla de manera natural relacionándose con otras personas.
Aunque una persona disponga de una excelente preparación académica, el no poseer o desarrollar habilidades blandas puede traerle muchas complicaciones comunicacionales con los aspectos sociales del entorno, al no reconocer el lenguaje emocional, o no manejar adecuadamente y resolver conflictos con personas del ámbito profesional o personal.

## Historia
Desde 1959 el ejército estadounidense ha invertido una considerable cantidad de recursos en el desarrollo de procedimientos de formación basados en tecnología. En 1968 este ejército introdujo oficialmente (documento CON Reg 350-100-1.) un método de formación denominado "Ingeniería de sistemas de la formación" (no debe confundirse con la ingeniería de sistemas a secas ni con la ingeniería de sistemas de información).
P.G. Whitmore citaba la definición de dicho documento: «...habilidades relacionadas con el trabajo que afectan directamente a la gente y al papeleo, e.g., inspeccionar a las tropas, supervisar al personal de las oficinas, llevar a cabo estudios, redactar informes de mantenimiento o de eficiencia...»
En la conferencia de 1972 sobre habilidades duras de la Comandancia Continental (CONARC por su acrónimo norteamericano) el doctor Whitmore presentó un informe que mostraba cómo se entendía el término "habilidades blandas" (aplicado a las áreas de mando, supervisión, asesoría y liderazgo) en diferentes escuelas de la CONARC. Tras diseñar y procesar un cuestionario, se formuló la siguiente definición tentativa: «Las habilidades blandas son importantes habilidades relacionadas con el trabajo que suponen poco o ningún contacto con máquinas y cuya aplicación está bastante generalizada».
Whitmore y Fry criticaron el estado del concepto, tildándolo de vago, con esta frase: «en otras palabras, las funciones del trabajo de las que conocemos bastante son habilidades duras, y aquellas que conocemos muy poco son habilidades blandas». Otro estudio inmediato también concluyó en tono negativo.
El psicólogo Nicholas Humphrey afirmó célebremente que es la inteligencia social la que define a los humanos más que la inteligencia cuantitativa (término cuya definición no está muy clara, pero que se puede asimilar a numerismo). Muchas empresas dan hoy preferencia a las habilidades blandas de sus empleados. El origen del uso formal de la expresión "habilidades blandas" se ha identificado en un manual de entrenamiento del ejército estadounidense de 1972.

## Concepto

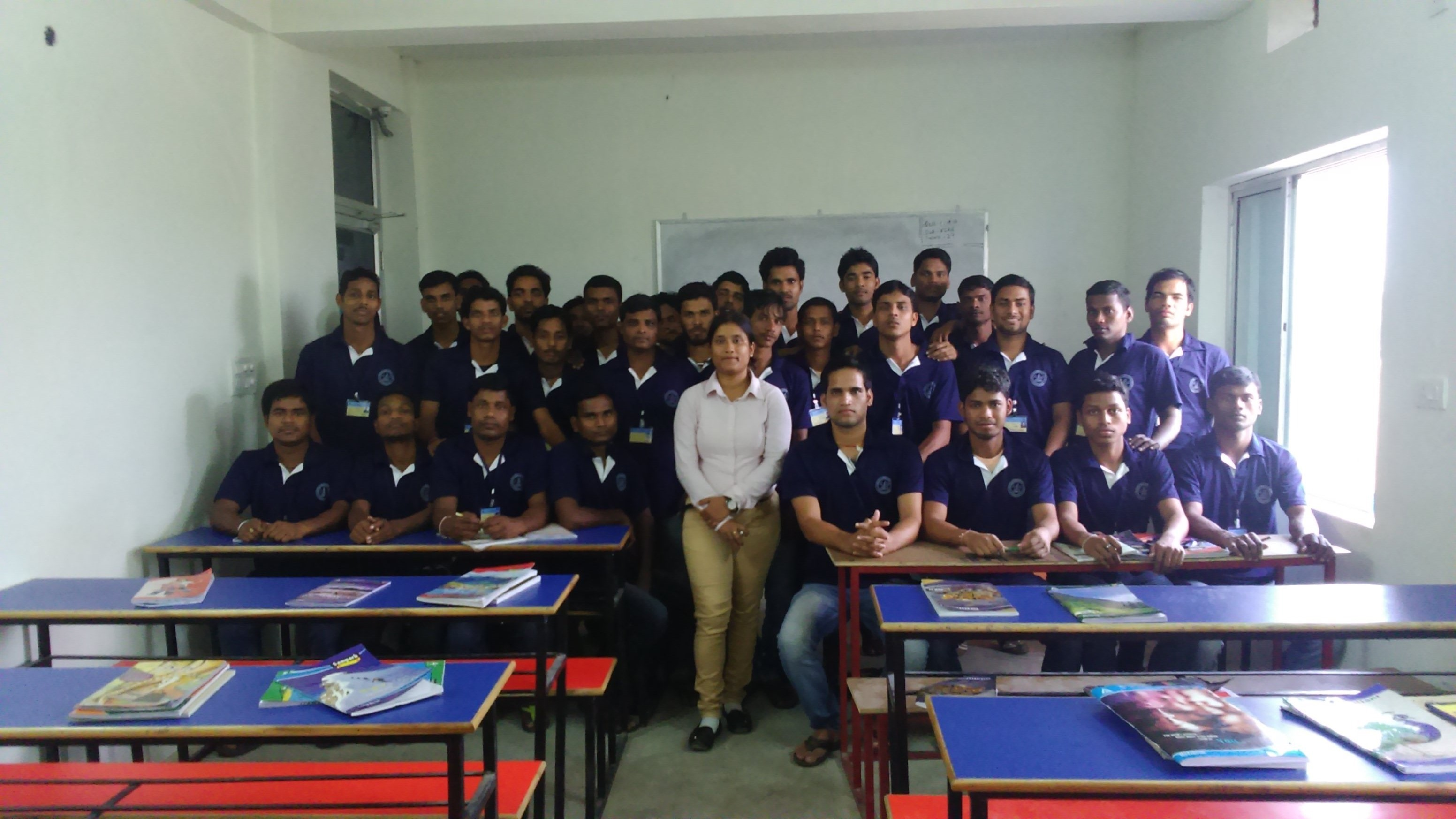
Un equipo de trabajo en entrenamiento en habilidades blandas.

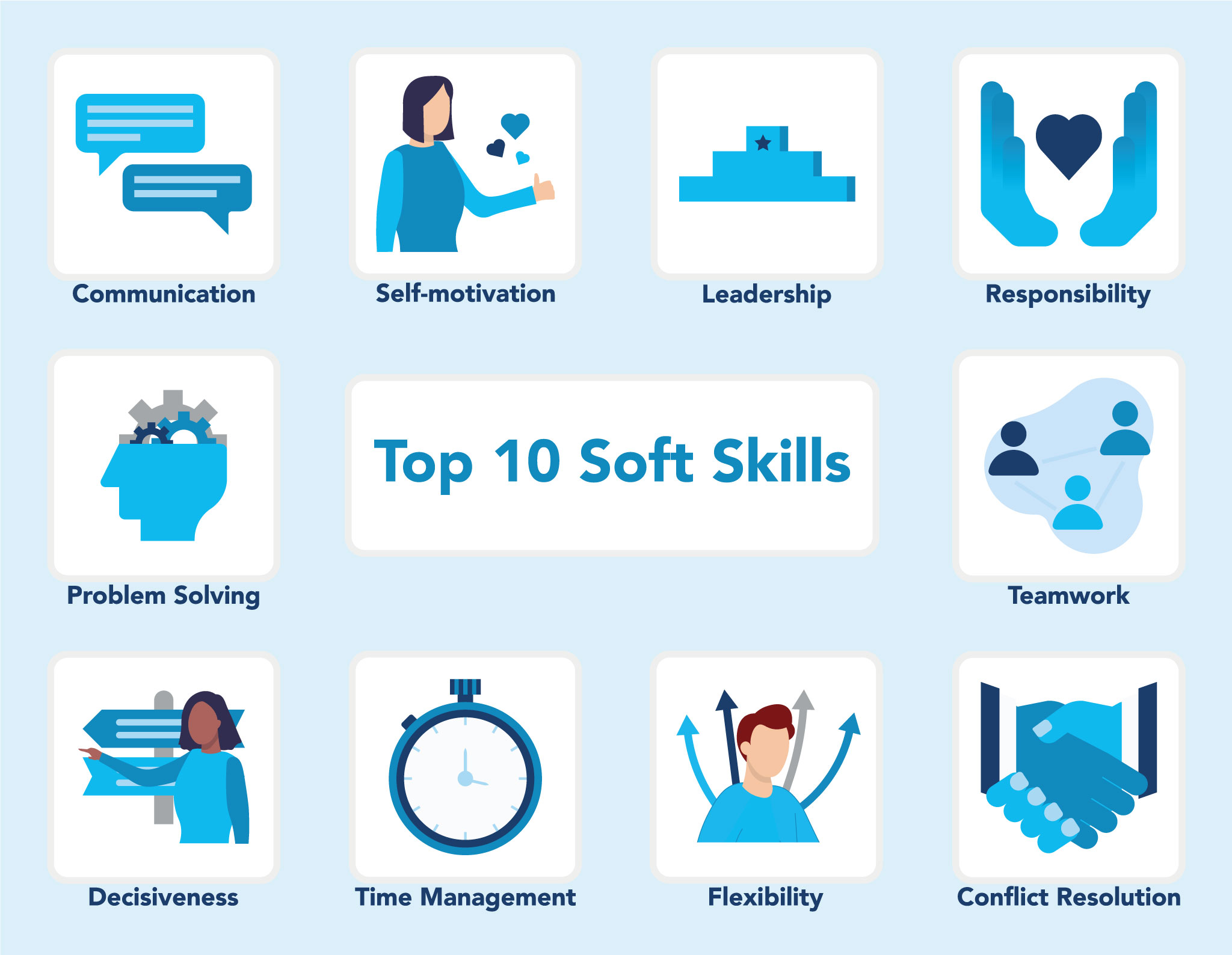
Cuadro esquemático de los elementos que componen las habilidades blandas.

Las habilidades blandas son un cúmulo de rasgos productivos de la personalidad que caracterizan las relaciones de una persona en un medio. Estas habilidades pueden incluir autoestima, comunicación, elocuencia, hábitos personales, empatía, gestión del tiempo, trabajo en equipo y liderazgo. Una definición basada en la revisión de artículos al respecto considera "habilidades blandas" un término paraguas para habilidades con tres elementos funcionales clave: interpersonales, sociales y profesionales. La Asociación Nacional para la Educación Empresarial norteamericana considera críticas las habilidades blandas para ser productivo en los actuales lugares de trabajo. Las habilidades blandas complementan a las duras, también conocidas como habilidades técnicas, para un desempeño laboral productivo y las competencias de la vida diaria (Consejería de Educación de Arkansas, 2007). Las habilidades duras eran las únicas necesarias para obtener empleo tras unos estudios, y generalmente eran cuantificables y medibles por los resultados académicos, experiencia laboral o mediante una entrevista de trabajo. En el siglo XXI las habilidades blandas marcan la diferencia y se consideran muy necesarias para la empleabilidad y el éxito en la vida. Un estudio de la Universidad de Harvard recogía que el 80 % de los logros en la carrera profesional están determinados por las habilidades blandas y solo el 20 % por las duras. Los expertos afirman que la persona debería empezar su entrenamiento en habilidades blandas cuando todavía es estudiante, para conseguir un buen desempeño académico y, posteriormente, laboral. Un estudio de interés público auspiciado por McDonald's en el Reino Unido predijo que más de medio millón de personas no podrán acceder a sectores laborales por falta de habilidades blandas.

## Enumeración y categorización
Las habilidades blandas de una persona son una parte importante de su contribución individual al éxito de una organización. Las organizaciones que tratan cara a cara con clientes tienen generalmente más éxito si promueven actividades para que su personal desarrolle estas habilidades a través de bienestar en el trabajo. La formación específica o la recompensa por hábitos o rasgos personales como asistencia regular al trabajo (sin bajas, tardanza o enfermedades) o diligencia pueden suponer un importante retorno de la inversión para una organización. Por esta razón los patronos buscan cada vez con más ahínco estas habilidades en sus posibles empleados, además de las cualificaciones habituales. Estudios del Instituto de Investigación de Stanford y la Fundación Carnegie Mellon entre los empresarios de Fortune 500 mostraron que el 75 % del éxito profesional a largo plazo se debió a las habilidades blandas y solo el 25 % a las duras (Sinha, 2008). Por ello las habilidades blandas son tan importantes como las habilidades técnicas (John, 2009; Zehr, 1998).

### Habilidades blandas para ejecutivos
Según la lista de habilidades blandas publicada por la Universidad de Kentucky Oriental.
1. Comunicación: capacidad de expresarse claramente hablando y escribiendo, y de hacer presentaciones en público.
2. Cortesía: buenos modales, etiqueta, respeto, decir «por favor» y «gracias».
3. Flexibilidad: adaptabilidad,[21] disposición al cambio y a la formación continua,[18] aceptación de lo nuevo, se le puede enseñar.
4. Integridad: sinceridad, moralidad, valores personales, honradez, ética profesional.
5. Habilidades interpersonales: agradable, con sentido del humor, amistoso, hospitalario, empático, con autocontrol, paciencia, sociabilidad, calidez, habilidades sociales.
6. Actitud positiva: optimista, entusiasta, anima a sus compañeros, feliz, seguro.
7. Profesionalidad: bien vestido, buen aspecto, compostura.
8. Responsabilidad: responsable, fiable, termina el trabajo, quiere hacerlo bien, es consciente, tiene recursos, autodisciplina y sentido común.
9. Trabajo en equipo: coopera, se lleva bien con otros, es agradable, anima, ayuda a quien lo necesita.
10. Actitud hacia el trabajo: trabaja duro, está disponible, es leal, puntual, tiene iniciativa, dedicación,[1] motivación, cumple objetivos[22] y falta poco al trabajo.
11. Criterio y sentido común: toma buenas decisiones después de un análisis de los elementos que componen el problema , se muestra controlado, es asertivo y prudente en el ámbito social.

### Otras habilidades blandas
1. Creatividad[1]
2. Resolución de problemas[21] y resolución de conflictos[22]
3. Ser organizado[21]
4. Liderazgo[22]
5. Inteligencia emocional[22]
6. Pensamiento crítico y estratégicoː[22] capacidad para argumentar críticamente las decisiones que se tomen
7. Gestión del tiempo[22]
8. Negociación[22]
9. Orientación al cliente[22]
10. Proactividadː[22] capacidad para anticiparse a las necesidades y problemas que puedan surgir
11. Mentoría y coaching[22]